# Roccavione
Roccavione (Rocavion in piemontese ed in occitano) è un comune italiano di 2 606 abitanti della provincia di Cuneo in Piemonte, situato alla confluenza tra la Valle Vermenagna e la Valle Gesso.
Fa parte della comunità montana delle Alpi del Mare.

## Geografia fisica

### Territorio
A circa dieci chilometri da Cuneo, sulla strada statale 20 del Colle di Tenda, sorge la cittadina di Roccavione, in una zona pianeggiante situata nel punto d'incontro delle Valli Gesso e Vermenagna. Taluni sostengono che il paese faccia parte della Val Gesso.
Caratteristica del paese è la roccia di San Sudario, ultima propaggine della catena divisioria delle vallate, tagliata a picco per circa cento metri di altezza dal suo abitato.
L'altura è così cara ai Roccavionesi, che è presente nel proprio simbolo araldico, con al di sopra la torre che campeggiava il borgo in età medievale, di cui si possono ancora visitare i resti.
Folti boschi di castagni, ricchi di funghi, incorniciano a monte il paese, mentre a valle campi e prati degradano verso le rive dei Torrenti Gesso e Vermenagna.
La statale giunge in centro al paese in Piazza Biagioni in cui è situato un olmo piantato non più di una quindicina di anni fa, al posto di una fontana tanto cara ai giovani del paese; dalla piazza si diramano le viuzze cittadine: Via Fratelli Giordanengo, in direzione Limone Piemonte; Via Roma, in direzione Roaschia, la quale muta in Via Luigi Barale all'altezza della chiesa parrocchiale. Parallela ad essa scorre Via della Repubblica sulla quale si trova Piazza Don Chesta dove vi sono le scuole e la biblioteca.

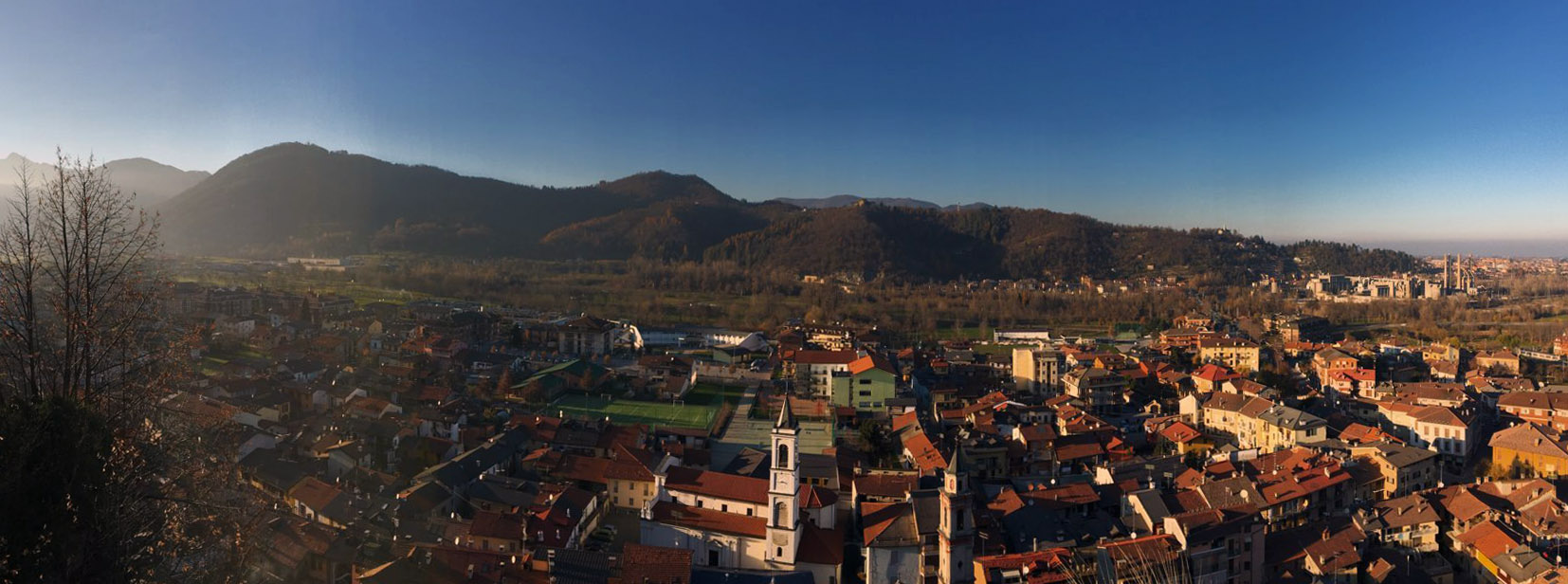

### Flora e fauna
Nonostante i ricchi boschi di castagni ed i prosperosi campi presenti in passato, la forte industrializzazione avvenuta negli anni '60 dovuta a ben due cementerie e una cartiera (attualmente tutte in fase di ridimensionamento dell'organico con conseguente aumento della disoccupazione del paese) ha depredato il territorio delle sue risorse attraverso l'apertura di molteplici cave estrattive che hanno modificato in maniera indelebile la geomorfologia e si suppone anche parzialmente l'idrogeologia della zona, privando in futuro le generazioni a venire della possibilità di ottenere un qualsivoglia impiego in attività legate al turismo ecosostenibile.
Nel tratto pianeggiante sono sparite le coltivazioni di gelsi per il declino dell'industria serica; rimangono invece numerosi gli alberi da frutta: noci, ciliegi, meli e peri coltivati da sparuti privati. Nella zona collinare e montana sono diffusi i boschi di castagni alla cui ombra si possono trovare funghi, fragole selvatiche, lamponi e mirtilli.
Più in alto, oltre i mille metri si stendono folte selve di legno ceduo: faggi, tigli, querce e noccioli.
Mille fiori variopinti adornano i boschi ed i prati: quando è ancora inverno primule e bucaneve spuntano ovunque; a primavera sbocciano le viole, i narcisi, i ranuncoli, le orchidee, la genzianella e l'arnica in estate la lavanda spunta sui costoni rocciosi.
Nell'ambiente circostante al centro abitato sono presenti molte varietà di uccelli come cùculi, gazze, ghiandaie, innumerevoli corvi, fagiani, quaglie, pernici, ma anche rapaci come falchi, gufi e civette. 
Nei boschi e nelle campagne è facile incontrare cervi e daini, inoltre si può riscontrare la presenza di molti cinghiali e volpi.

## Storia

### Nidus Hereticorum
Nidus hereticorum fu Roccavione fin da quando Crociati e Inquisitori cacciarono catari e valdesi dalle terre della Linguadoca. Secondo alcuni studiosi, Roccavione fu addirittura una culla leggendaria dell'eresia: di qui sarebbe partito Marcus, il primo vescovo della chiesa càtara italiana che partecipò al Concilio di Saint Félix de Lauragais. Certo Roccavione era luogo sulla strada più battuta dai fuggiaschi, quella del Col di Tenda. Dice Anselmo d'Alessandria: «ad Rocavien, et est locus apud Cuneum, ubi stabant cathari qui venerant de Francia ad habitandum» (a Roccavione, luogo presso Cuneo, in cui si stabilirono catari venuti dalla Francia). Catari e Valdesi furono dunque uniti nella persecuzione e si ritrovarono sugli stessi cammini d'esilio. 
Uno dei rari testi catari (il «manoscritto di Dublino») fu d'altronde ritrovato proprio nelle Valli occitane d'Italia, negli archivi della Chiesa Valdese.
Da queste vicende deriva il nome folkloristico tarü, ovvero catari.
Inoltre quasi ogni anno, nel mese di giugno, avviene una rievocazione storica: "La Rocca dei Catari", nella quale il comune ripropone l'età medievale dell'eresia.

### Simboli
Lo stemma e il gonfalone del comune di Roccavione sono stati concessi con decreto del presidente della Repubblica del 12 maggio 1953.
Il gonfalone è un drappo di rosso.

## Monumenti e luoghi d'interesse
Rimangono pochi ruderi dell'antico castello dell'XI secolo e della Cappella del Santo Sudario del 651. Un altro castello si trova a circa un'ora di cammino, nei pressi del Bec d'Arnostia. Dalla vetta del Becco (903 metri) si gode un eccezionale panorama sulle tre valli (Gesso, Vermenagna e Stura). Seguendo la cresta spartiacque, si arriva al Bec Berciassa (962 metri), sede di un importante insediamento dell'Età del ferro (III secolo a.C.). A pochi metri dalla sommità del picco si apre il cosiddetto garb d'la Reina Jana, profonda spaccatura della roccia legata a una leggenda intorno alla figura di Giovanna I d'Angiò (regina di Napoli dal 1343 al 1382). Sulle alture si possono attraversare antiche borgate abbandonate, che conservano costruzioni in pietra con i tipici tetti di lose e ballatoi in legno. Numerosi sono inoltre i piloni votivi di epoca ottocentesca. Per gli amanti del free climbing, si segnala la nota palestra di roccia detta 'l Bec di Porte. Degne di visita sono: la barocca chiesa di Santa Croce, la parrocchiale della Visitazione della Beata Vergine.

## Società

### Evoluzione demografica
Abitanti censiti

### Etnie e minoranze straniere
Secondo i dati Istat al 31 dicembre 2017, i cittadini stranieri residenti a Roccavione sono 176, così suddivisi per nazionalità, elencando per le presenze più significative:
1. Marocco, 44
2. Albania, 44
3. Romania, 39

## Cultura

### Eventi
- San Magno, festa patronale: terza domenica di agosto;
- Castagnata/Sagra del marrone: seconda domenica di ottobre.
- 24 Ore Roccavione: ultimo sabato di giugno[10]

## Infrastrutture e trasporti

### Ferrovie
Il paese è servito da una stazione ferroviaria, ubicata sulla ferrovia Cuneo-Limone-Ventimiglia, gestita da RFI e ove fermano i treni regionali operati da Trenitalia.

### Autobus
- linea 1/ (Conurbazione di Cuneo) - percorso: Cuneo Cap. P. Galimberti- Stazione FS - S. Rocco Castagnaretta (Cuneo) - Borgo S. Dalmazzo - Roccavione Cap.
- linea 116 (Extraurbana) - percorso: Cuneo Cap. P. Torino - Stazione FS - S. Rocco Castagnaretta (Cuneo) - Crocetta - Borgo S. Dalmazzo - Roccavione - Brignola - Roaschia

In questo modo, il comune è collegato alla città di Cuneo, così da permettere ai cittadini l'accesso agli altri collegamenti offerti dal trasporto pubblico, urbano ed extraurbano, e alla Stazione di Cuneo.

## Amministrazione
Di seguito è presentata una tabella relativa alle amministrazioni che si sono succedute in questo comune.
| Periodo        | Periodo        | Primo cittadino   | Partito                            | Carica  | Note   |
| -------------- | -------------- | ----------------- | ---------------------------------- | ------- | ------ |
| 17 giugno 1985 | 31 maggio 1990 | Fulvio Sordello   | -                                  | Sindaco | [ 11 ] |
| 31 maggio 1990 | 24 aprile 1995 | Gianmario Bacella | -                                  | Sindaco | [ 11 ] |
| 24 aprile 1995 | 14 giugno 1999 | Germana Avena     | -                                  | Sindaco | [ 11 ] |
| 14 giugno 1999 | 14 giugno 2004 | Germana Avena     | Partito Democratico della Sinistra | Sindaco | [ 11 ] |
| 14 giugno 2004 | 8 giugno 2009  | Arnaldo Giraudo   | lista civica                       | Sindaco | [ 11 ] |
| 8 giugno 2009  | 26 maggio 2014 | Germana Avena     | lista civica                       | Sindaco | [ 11 ] |
| 26 maggio 2014 | 27 maggio 2019 | Germana Avena     | lista civica Con Roccavione        | Sindaco | [ 11 ] |
| 27 maggio 2019 | 10 giugno 2024 | Germana Avena     | lista civica Con Roccavione        | Sindaco | [ 11 ] |

## Galleria d'immagini

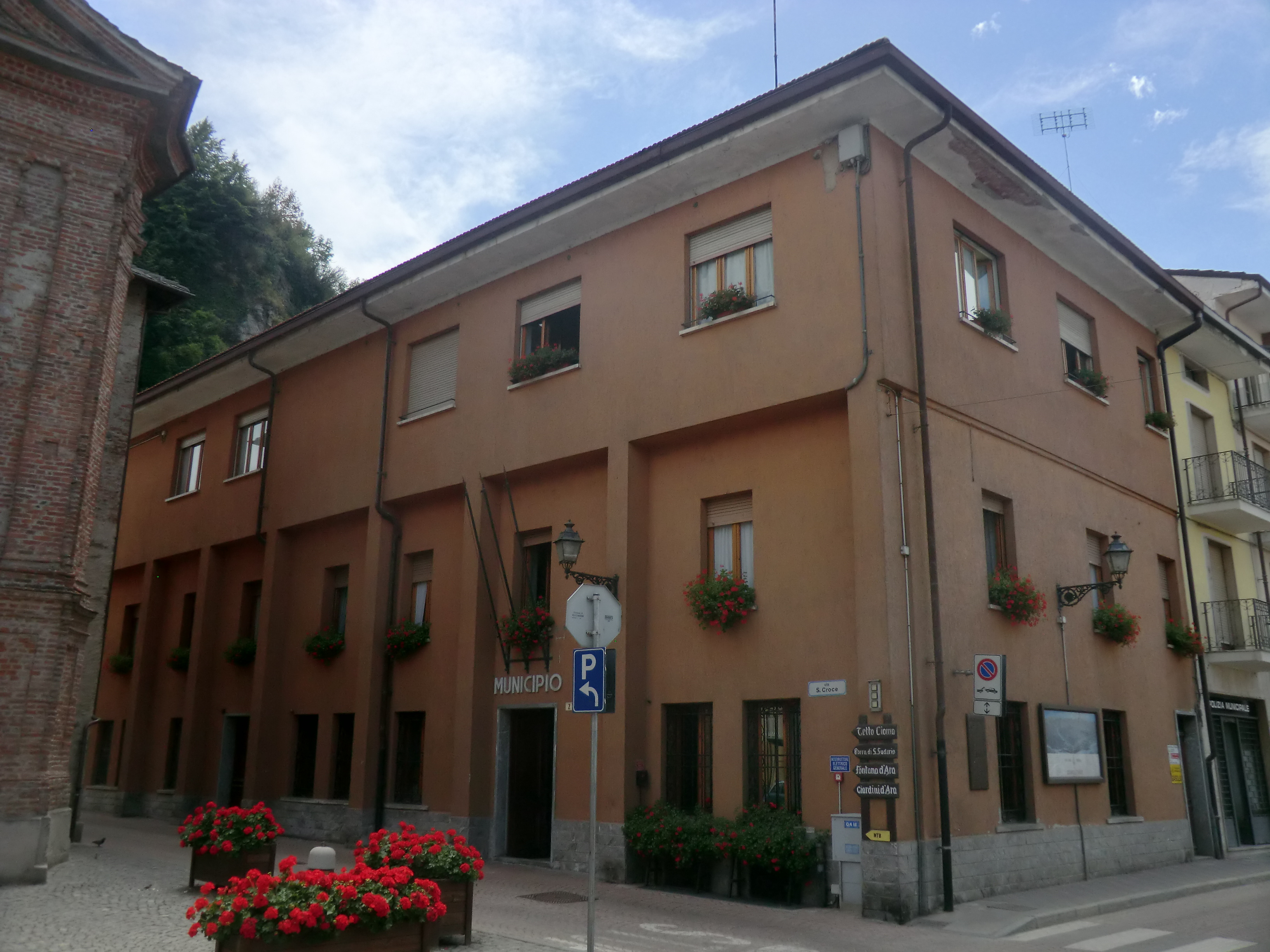
Municipio
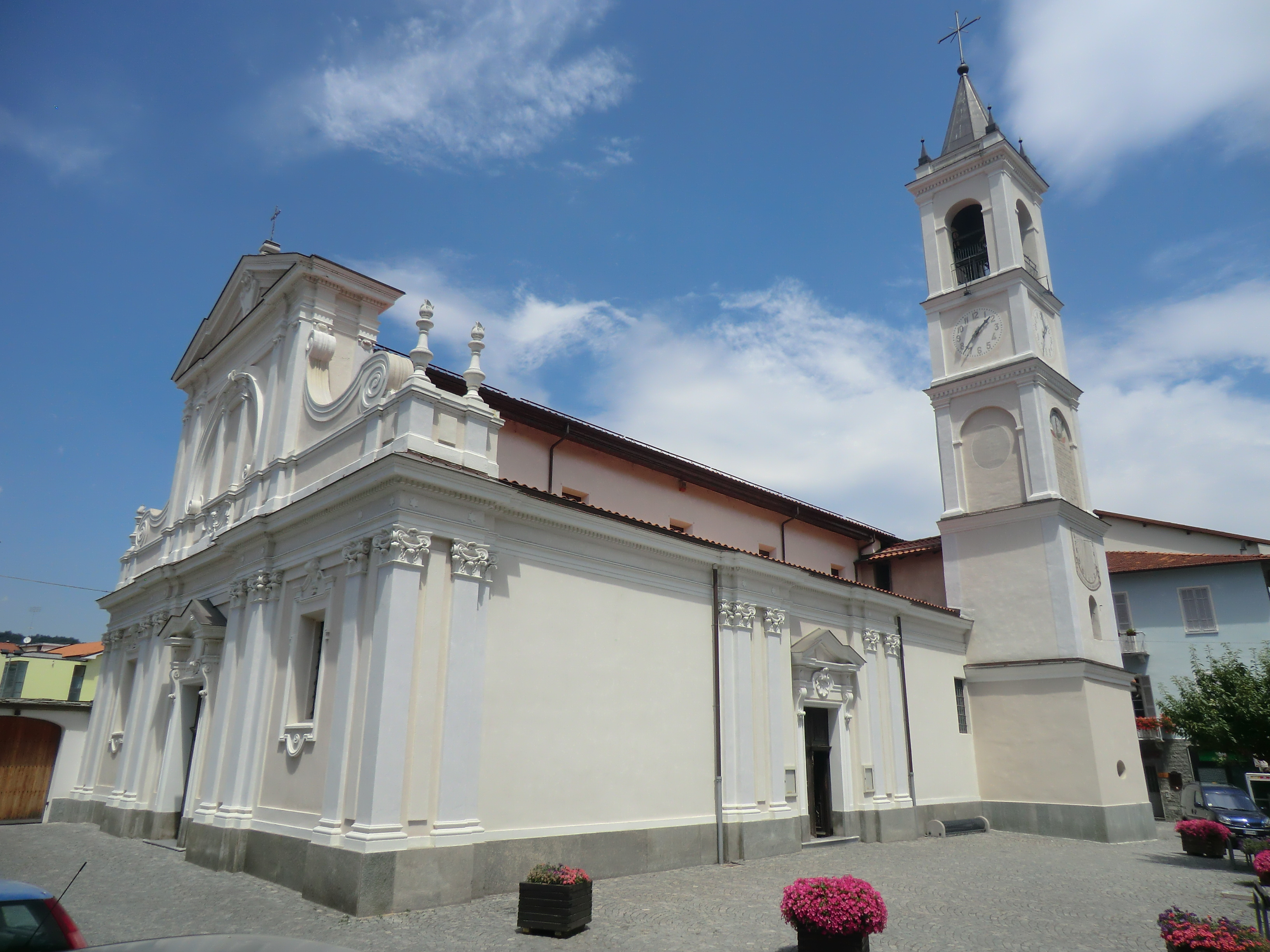
Chiesa parrocchiale della Visitazione di Maria Vergine (sec. XVII)